# 1136 w polityce

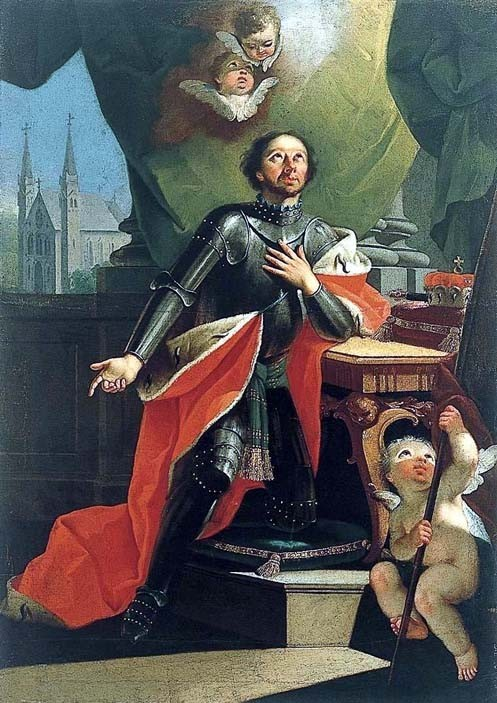
Leopold III Święty

Wydarzenia polityczne w 1136 roku.

## Wydarzenia
- 7 lipca Innocenty II podkreślił niezależność Kościoła polskiego (Bulla gnieźnieńska)[1][2].
- Bitwa pod Crug Mawr. Walijczycy pokonują Normanów. W walce zostają użyte po raz pierwszy długie łuki o dużej sile rażenia[3].

## Zmarli
- Leopold III Święty, margrabia Austrii z dynastii Babenbergów[4].
- Harald IV Gille, król Norwegii[5].